# Нищета философии (Маркс)
«Нищета́ филосо́фии. Отве́т на „Филосо́фию нищеты́“ г-на Прудо́на» (нем. Das Elend der Philosophie. Antwort auf Proudhons „Philosophie des Elends“) — книга К. Маркса.

## История книги
Работа написана в начале 1847 года как критика книги П.-Ж. Прудона «Система экономических противоречий или Философия нищеты» (Système des contraditions économiques ou Philosophie de la misère, 1847).
Издана в начале июля на французском языке в издательствах Франка в Париже и Фоглера в Брюсселе. При жизни Маркса работа больше не переиздавалась. На немецком впервые напечатана в 1885 году в Штутгарте. В 1848 г. было получено разрешение цензуры на ввоз в Россию «Нищеты философии». Предмет сочинения, посчитала цензура, не может быть применен к России и представляет «умозрения довольно отвлеченные».
Это первое печатное произведение Маркса, в котором он в форме критики Прудона изложил исходные положения своего экономического учения и вместе с тем основы созданного им и Ф. Энгельсом материалистического понимания истории. В работе Маркс впервые прямо формулирует соотношение между производительными силами и производственными отношениями; даёт материалистическое объяснение экономических категорий как теоретического выражения, абстракции общественных отношений производства. Маркс создаёт предпосылки для будущей теории прибавочной стоимости. Сам Маркс о своей книге писал:
…В этой книге содержится в зародыше то, что после двадцатилетнего труда превратилось в теорию, развитую в „Капитале“.

## Значение
Маркс вслед за Л. Фейербахом утверждал: «Человек — высшее существо для человека». В русле немецкой классической философии он отстаивает принцип самоценности личности и вытекающие из него требования к обществу, которое должно обеспечить самореализацию личности. На этом во многом основывалось строительство социалистического государства, провозгласившего всеобщее равное избирательное право, заботу о человеке труда (право на труд, право на отдых, 8-часовой рабочий день и т. д.).
При этом ещё при жизни Маркса возникли различные версии его философии, обусловленные национальными, культурными, общественными особенностями отдельных стран.